# Euxoa subconspicua
Euxoa subconspicua är en fjärilsart som beskrevs av Otto Staudinger 1888. Euxoa subconspicua ingår i släktet Euxoa och familjen nattflyn. Inga underarter finns listade i Catalogue of Life.